# Niki Koss
Niki Lynn Koss (* 15. Februar 1994 in Los Angeles, Kalifornien) ist eine US-amerikanische Schauspielerin. Bekanntheit erlangte sie hauptsächlich durch ihre Rolle als Alexis Glenn in Famous in Love.

## Leben
Koss wurde 1994 in Los Angeles geboren und hat italienische Wurzeln. Bereits im Kindesalter hatte sie Interesse an der Schauspielerei und erhielt ihre erste Rolle in The Pearl im Jahr 2005 im Alter von 11 Jahren. Seit ihrem 17. Lebensjahr widmete sie sich ausschließlich dem Schauspielern.
Aktuell spielt sie die Rolle der Alexis Glenn in der Freeform-Serie Famous in Love.

## Filmografie
- 2005: The Pearl
- 2013: Red Wing
- 2013: Augury (Kurzfilm)
- 2014: A Teenage Drama (Kurzfilm)
- 2014: The Appearing
- 2015: Girl on the Edge
- 2015: My Stepdaughter
- 2015: Losing It (Kurzfilm)
- 2015: Scouts vs. Zombies – Handbuch zur Zombie-Apokalypse
- 2015: Dillon Francis Feat. Twista, the Rej3ctz: All That
- 2016: Starry Night (Kurzfilm)
- 2017: Antisocial.app
- 2017: Trafficked
- 2017–2018: Famous in Love